# NF-Board
Le NF-Board était une fédération sportive internationale de football regroupant des équipes non reconnues par la FIFA,,. Elle a été fondée par Jean-Luc Kit, le 12 décembre 2003 à Liège, en Belgique. 

## Histoire
Au lendemain de la Coupe UNPO, le 24 juin 2005, la NF-Board et l’UNPO ont adopté une déclaration commune : « Les droits pour les peuples de participer à des événements sportifs est une base pour une communauté démocratique internationale respectueux de toutes les diversités, en conformité avec l’esprit sportif. »
Le NF-Board s'occupe de la coordination des matches de ses différents membres et a organisé en novembre 2006 la première Viva World Cup à Hyères, dans le sud de la France. La première édition a été gagnée par la Laponie (Sami).
Depuis la dernière VIVA World Cup en 2012, le NF-Board n'a organisé aucune autre compétition.
En mai 2017, le NF-Board a annoncé son retour lors de son assemblée générale de Lyon,,. Ce retour se prépare effectivement avec l'organisation d'une première mondiale en juin 2025 prévue dans le nord de la Drôme, en France. Ce sera le premier mondial de football mixte avec 16 équipes du monde entier (catégorie seniors),. Le NF-Board s'oriente définitivement vers le football des pays membres des Nations Unies et de leurs subdivisions, quand ces derniers ne peuvent s'engager dans la Coupe du monde de la FIFA. Le NF-Board n'affilie plus de fédérations depuis 2017. 

## Controverses
En 2006, la première VIVA World Cup été initialement prévue en Chypre du Nord après validation d'une visite de reconnaissance par la direction du NF-Board, des changements politiques sont intervenus entre-temps sur ce territoire, avec des répercussions sur la Fédération de Chypre du Nord de football,. Chypre du Nord n'admet plus de recevoir certaines associations de football, le Comité d'urgence de la NF-Board prend la décision d'annuler l'édition prévue là-bas et de transférer la compétition à Hyères en France. En réponse la Fédération de Chypre du Nord de football a annoncé l'organisation de la ELF Cup (en) et a promis de payer les frais de voyage des participants, la compétition sera remportée par la sélection de Chypre du Nord.
Pendant la VIVA Word Cup 2006, une délibération à la mairie Hyères est organisé. Le président du Hyères Football Club Gérard Daziano affirme lors d'une réunion avec le maire de la ville de Hyères Léopold Ritondale et de ses adjoints, que «...Je ne reconnais pas l'organisme qui organise ce tournoi. Je suis président d'un club (Hyères Football Club) qui est affilié à la Fédération Française de Football, l'on est membre de la FIFA. Je ne reconnais donc pas une telle compétition». Une première intervention du conseiller municipal d'opposition Alain Jaubert: «Il manque une nation : La Ritondalie!».
En 2010, la Monaco Football Association quitte le NF-Board. Le capitaine de la sélection d'alors, Yohan Garino, explique : « Pour des raisons politiques, nous ne sommes pas autorisés par notre gouvernement à jouer contre certaines équipes. Nous avions aussi quelques problèmes avec le NF-Board qui a utilisé des photos de la Monaco Football Association et le prince Albert comme publicité pour leurs nombreux matchs sans autorisation. Nous avons été particulièrement déçus par ce dernier point qui nous dessert beaucoup. ».
En 2013, l'activité du NF-Board s'est arrêtée en raison de désaccords internes et d'accusations de détournement de fonds portées contre le président de l'époque. Certains membres, ont décidé de démissionner de la NF-Board et ont fondé une autre organisation.
En 2017, Paul Watson (football manager) (en) affirme dans une interview pour le magazine These Football Times (en), «Lors de ses débuts aux côtés de son ami Matt Conrad, Watson a eu l'opportunité de rejoindre la Nouvelle Fédération-Board (NF-Board). La NF-Board était une organisation qui représentait les non-membres de la FIFA et leur offrait la possibilité de participer à leur propre version de la Coupe du monde officielle. Elle avait également l'attrait d'être un groupe de soutien pour les nations de second plan et les outsiders. Cependant, après avoir découvert que le NF-Board ne lui avait pas proposé d'aide financière pendant son mandat d'entraîneur principal, Watson a décidé de ne pas remplir les formulaires d'inscription, des rumeurs alarmistes ont également joué un rôle dans cette décision. «À l'époque où j'étais à Pohnpei, la seule organisation non-FIFA était le NF-Board. Bien qu'ils aient organisé des Coupes du monde, la VIVA World Cup très impressionnantes pour des équipes non-FIFA, à l'époque où j'étais à Pohnpei, ils étaient devenus moins actifs et leurs communications n'étaient pas très convaincantes. Ils semblaient vouloir que Pohnpei soit sur leur liste pour le plaisir de les inscrire, donc nous n'avons jamais adhéré. Malgré cela, le NF-Board continue d'inscrire Pohnpei et Yap, bien que personne sur l'île ne leur ait jamais parlé»,,,,.

## Présidents du NF-Board
|   | Période d'activité                            | Nom                |
| - | --------------------------------------------- | ------------------ |
| 1 | 12 décembre 2003 - 23 février 2013            | Christian Michelis |
| 2 | 01 juin 2013 - 01 mai 2014                    | Christophe Croze   |
| 3 | 01 mai 2014 - 08? août 2016[réf. à confirmer] | Florent Costa      |
| 4 | depuis le 08 août 2016[réf. à confirmer]      | David Aranda       |

## Compétitions organisées par la NF-Board

### Compétition masculine
- Viva World Cup

### Compétition féminine
- Viva Women's World Cup

### Tenants de titres
| Compétition    | Hommes           | Femmes         |
| -------------- | ---------------- | -------------- |
| Viva World Cup | Kurdistan (2012) | Padanie (2010) |